# Bretonische Mythologie

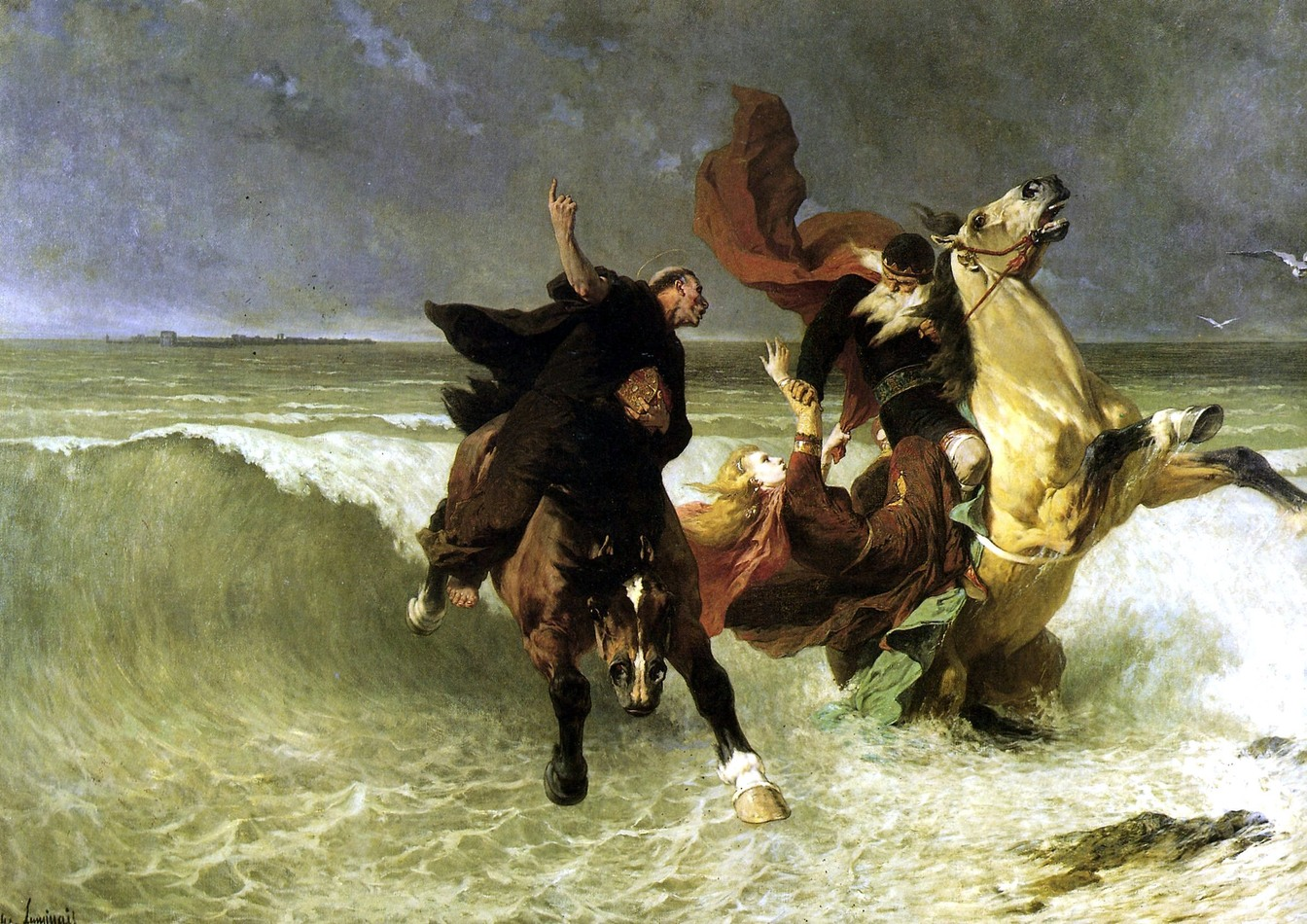
Die Flucht des Königs Gradlon nach Évariste-Vital Luminais, um 1884, im Museum der Schönen Künste von Quimper. Das Gemälde stellt eine berühmte Szene aus der Legende der Stadt Ys dar.

Die bretonische Mythologie umfasst die Gesamtheit der Glaubensvorstellungen und Überlieferungen der Bretagne. Sie hat ihre Wurzeln in der keltischen Mythologie, wurde aber im Laufe der Zeit durch verschiedene Einflüsse geprägt und verändert.

## Geschichte

### Ursprünge und Entwicklung
Die frühkeltischen Stämme Armorikas (heutige Bretagne) verehrten verschiedene Naturgottheiten und Fabelwesen. Archäologische Funde deuten auf die Verehrung einer Muttergottheit in der Jungsteinzeit hin, die später teilweise durch Pferde- und Kriegerkulte abgelöst wurde. In gallo-römischer Zeit kam es zu einer Vermischung keltischer und römischer Gottheiten.
Mit der Christianisierung ab dem 4. Jahrhundert wurden viele dieser heidnischen Kulte verdrängt oder in christliche Traditionen integriert. Dennoch blieben Elemente der keltischen Mythologie erhalten, insbesondere in Verbindung mit bretonischen Heiligen.
Die Besiedlung Armorikas durch die Britonen im 5. und 6. Jahrhundert brachte neue mythologische Elemente mit sich. In dieser Zeit entstanden in der Bretagne wahrscheinlich die ersten Versionen der Artussage.

### Mittelalterliche Mythentradition

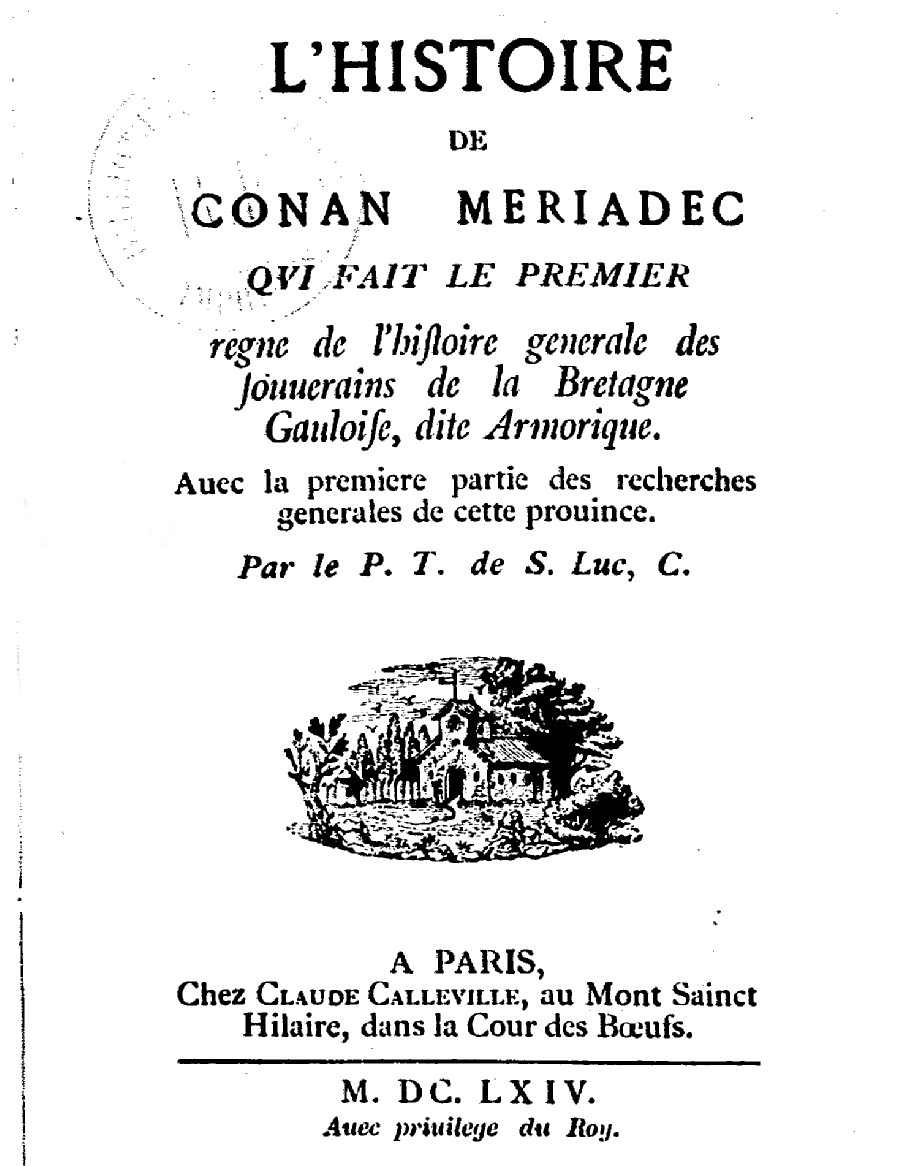
Titelseite der 1664 erschienenen Erzählung von Conan Meriadoc.

Im Mittelalter wurden verschiedene Ursprungsmythen der Bretonen populär. Die Brutus-Sage führt den Ursprung der Bretonen auf einen Nachfahren des trojanischen Helden Aeneas zurück. Dieser Mythos diente möglicherweise dazu, die Integration der Region in das Römische Reich zu fördern. Die Conan-Meriadoc-Sage erklärt die Christianisierung der Region, die Entstehung der bretonischen Sprache und die Gründung des bretonischen Territoriums.
Diese Mythen dienten dazu, den Bretonen eine ehrwürdige Abstammung und Identität zu verleihen, und wurden bis ins 16. Jahrhundert tradiert. Auch die arthurische Sagenwelt gewann in dieser Zeit an Bedeutung. Im 15. Jahrhundert beanspruchten Adelsfamilien wie die Laval und die Rohan sogar „arthurische Ländereien“ in der Bretagne.

### Wiederentdeckung und Sammlung im 19. Jahrhundert
Nach einer langen Phase des Desinteresses erlebte die bretonische Mythologie im 19. Jahrhundert eine neue Blütezeit. Teilweise als Reaktion auf den Verlust der Autonomie der Region nach der Französischen Revolution von 1789 begannen Gelehrte und Volkskundler, mündlich überlieferte Geschichten und Legenden zu sammeln und aufzuzeichnen.
Wichtige Sammlungen entstanden durch Théodore Hersart de la Villemarqué (Barzaz Breiz, 1839), Paul Sébillot, François-Marie Luzel und Anatole Le Braz, die maßgeblich dazu beitrugen, das Bild der Bretagne als „Land der Legenden“ zu prägen. Allerdings führte dies auch zu einer teils problematischen Vermischung authentischer Überlieferungen mit romantisierenden Neuschöpfungen.

## Hauptfiguren und Elemente
Die bretonische Mythologie umfasst eine Vielzahl von Figuren und mythischen Elementen. Zu den bekanntesten gehören die Korrigans, kleine schelmische Wesen, die in der Nähe von Wasserquellen, Hügeln und Megalithen leben. Sie können sich in schöne Frauen verwandeln, um Männer zu verführen, und werden mit Fruchtbarkeit und übernatürlichen Kräften in Verbindung gebracht. Ihre Geschichten dienen oft als moralische Lehrstücke, die vor den Gefahren von Habgier und Leichtgläubigkeit warnen.

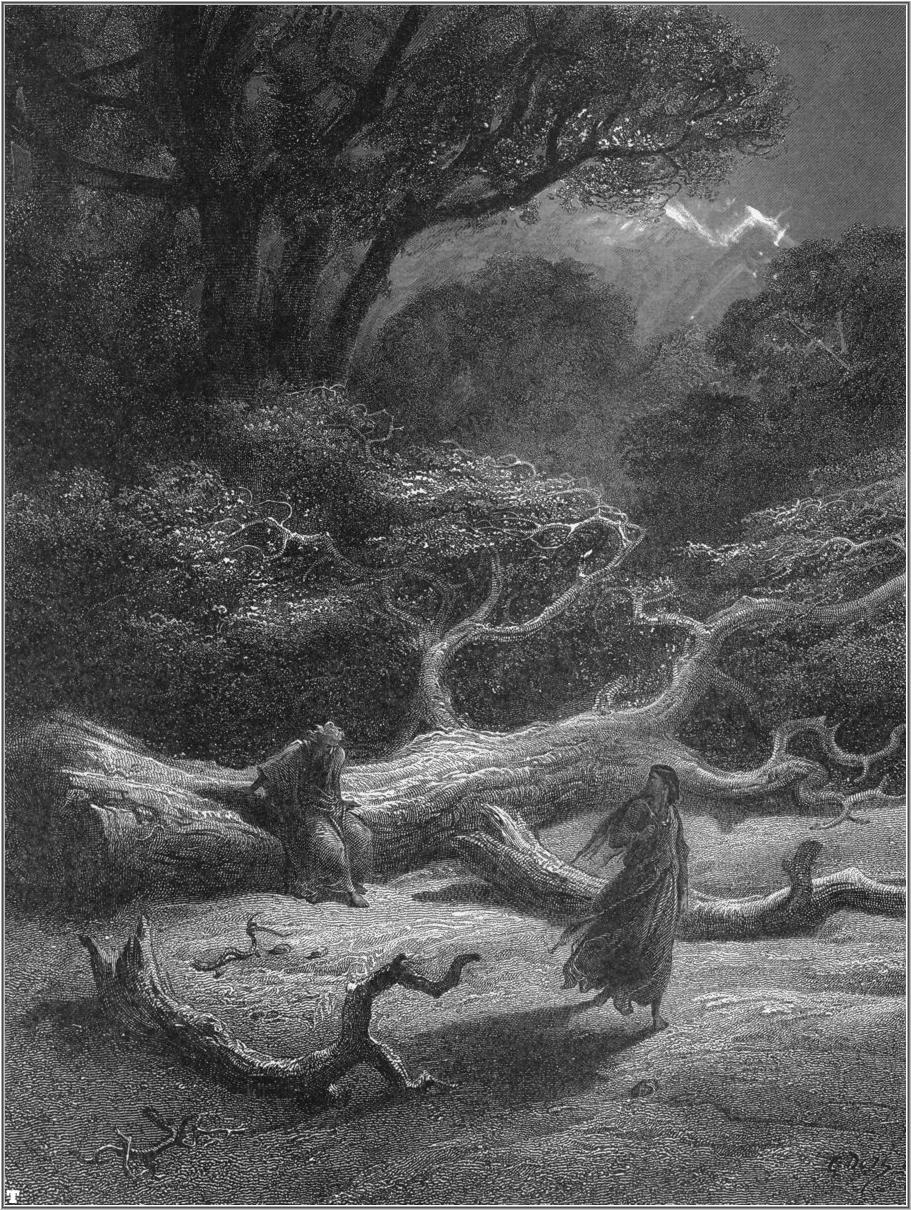
Merlin und Viviane im Wald von Brocéliande, nach einem Stich von Gustave Doré für den Zyklus Idylls of the King.

Merlin, der Zauberer und weise Berater von König Artus, verkörpert die Verbindung zwischen der menschlichen und der übernatürlichen Welt. In bretonischen Erzählungen wird Merlin oft mit dem Wald von Brocéliande in Verbindung gebracht, der als mystischer Ort gilt. Seine prophetischen Fähigkeiten und sein tragisches Schicksal, von seiner Geliebten Viviane in einen Zauberturm eingesperrt zu werden, sind zentrale Elemente vieler bretonischer Legenden.
König Artus verkörpert die Ideale von Ehre, Treue und Gerechtigkeit und gilt als Sinnbild des perfekten Herrschers. Die Geschichten der Ritter der Tafelrunde wie Lancelot, Galahad und Parzival erzählen von heroischen Abenteuern, ritterlicher Tugend und der Suche nach dem Heiligen Gral. Diese Legenden wurden besonders durch die Werke von Marie de France im Mittelalter verbreitet und haben die europäische Literatur und Kultur nachhaltig beeinflusst.
Eine der bekanntesten Legenden ist die von der versunkenen Stadt Ys, die von der Prinzessin Dahut regiert wurde und wegen moralischer Verfehlungen vom Meer verschlungen wurde. Der Ankou, die Personifikation des Todes, wird als skelettartiges Wesen mit einer Sense dargestellt und gilt als Führer ins Jenseits. König Marc’h mit seinen Pferdeohren symbolisiert die Verbindung zwischen Mensch und Natur. Die bretonische Mythologie kennt auch Geschichten von Riesen und nächtlichen Wesen wie dem Bugul-noz, einem geheimnisvollen Nachtgeist. Die Lavandières de Nuit, geisterhafte Wäscherinnen, gelten als Vorboten von Unglück und Tod.

## Bedeutung und Einordnung
Die bretonische Mythologie stellt eine Mischung aus Überresten keltischer Glaubensvorstellungen, christianisierten Legenden, mittelalterlichen Sagenstoffen und lokale Volkstraditionen dar. Obwohl viele Elemente durch die Christianisierung und spätere Umformungen verändert wurden, lassen sich in einigen Aspekten noch Verbindungen zur keltischen Mythologie erkennen. Besonders deutlich wird dies bei Figuren wie Merlin oder dem Ankou.
Die bretonische Mythologie spielt bis heute eine wichtige Rolle für die kulturelle Identität der Region. Sie wird in Literatur, Kunst und Tourismus lebendig gehalten und trägt zum besonderen Charakter der Bretagne bei. Gleichzeitig ist sie Gegenstand wissenschaftlicher Untersuchungen, die versuchen, authentische mythologische Elemente von späteren Hinzufügungen und Umformungen zu unterscheiden.

## Definition und wissenschaftliche Einordnung
Der Begriff „bretonische Mythologie“ ist nicht unumstritten. Einige Forscher wie Françoise Le Roux und Christian-Joseph Guyonvarc’h unterscheiden strikt zwischen der eigentlichen Mythologie und den Spuren, die sie in der bretonischen Folklore hinterlassen hat. Claude Sterckx spricht von „mythologischen Überresten in der bretonischen Folklore“ und betont, dass in der Bretagne kaum mythologische Texte im eigentlichen Sinne erhalten sind.
Die Existenz von Elementen, die tatsächlich der keltischen Mythologie entstammen, wurde in der bretonischen Tradition lange Zeit für unmöglich gehalten, vor allem wegen der Erfindungen und Neuschöpfungen der Keltomanen und der starken Christianisierung. Neuere Forschungen haben jedoch gezeigt, dass einige Elemente, insbesondere im Zusammenhang mit Figuren wie Merlin, dem Tadig Kozh und dem Ankou, Verbindungen zur keltischen Mythologie aufweisen und Gemeinsamkeiten mit der Mythologie Irlands und Wales’ haben.